# Monomorphismus
Monomorphismus (von griechisch μόνος monos „ein, allein“ und μορφή morphé „Gestalt, Form“) ist ein Begriff aus den mathematischen Teilgebieten der Algebra und der Kategorientheorie. In der Algebra bezeichnet er einen injektiven Homomorphismus. In der Kategorientheorie verallgemeinert er den Begriff der injektiven Abbildung und erlaubt es, Objekte als Unterobjekte von anderen aufzufassen.
Man beachte, dass die universelle Algebra und die Kategorientheorie jeweils einen zu Monomorphismus dualen Begriff, nämlich den Epimorphismus, erklären, diese beiden Epimorphismus-Begriffe jedoch nicht äquivalent sind.

## Monomorphismen algebraischer Strukturen
Ein Homomorphismus von
- Vektorräumen oder allgemeiner Moduln
- oder (abelschen) Gruppen
- oder Ringen oder Körpern
- oder allgemein algebraischen Strukturen,

der injektiv ist, heißt Monomorphismus.

### Beispiele
- Die Abbildung {\displaystyle h\colon \mathbb {R} ^{2}\to \mathbb {R} ^{3}} mit {\displaystyle h\left(x,y\right)=\left(x,y,x+y\right)} ist ein Vektorraum-Monomorphismus.
- Die Abbildung {\displaystyle g\colon \left(\mathbb {C} ,+\right)\to \left(\mathbb {R} ,+\right)} mit {\displaystyle g\left(z\right)=\operatorname {Re} \left(z\right)} ist zwar ein Gruppenhomomorphismus, aber nicht injektiv.
- Ein Homomorphismus von Gruppen, Ringen oder Moduln (insbesondere Vektorräumen) ist genau dann injektiv, wenn sein Kern trivial ist. Für einen beliebigen Homomorphismus {\displaystyle f\colon A\to B} von Gruppen, Ringen oder Moduln (bzw. Vektorräumen) ist

{\displaystyle {\tilde {f}}\colon A/(\ker f)\to B}
ein Monomorphismus, wenn {\displaystyle {\tilde {f}}\colon [a]\mapsto f(a)} die kanonische Abbildung auf der Restklassenstruktur ist. Denn es gilt {\displaystyle \ker {\tilde {f}}=\lbrace \ker f\rbrace } und damit ist {\displaystyle \ker {\tilde {f}}} trivial.
- Homomorphismen von Körpern sind stets injektiv, also stets Monomorphismen.

## Monomorphismen relationaler Strukturen
Für allgemeinere Strukturen (im Sinne der Modelltheorie), insbesondere für relationale Strukturen, ist ein Monomorphismus definiert als injektiver starker Homomorphismus. Äquivalent dazu: Die Abbildung ist ein Isomorphismus auf ihr Bild. Für den Spezialfall algebraischer Strukturen erhält man die obige Definition, da jeder Homomorphismus zwischen algebraischen Strukturen stark ist.

## Monomorphismen in beliebigen Kategorien

### Definition
In der Kategorientheorie ist ein Monomorphismus ein Morphismus {\displaystyle f\colon X\to Y} mit folgender Eigenschaft:
Sind {\displaystyle g,h\colon T\to X} beliebige Morphismen mit {\displaystyle f\circ g=f\circ h}, dann folgt {\displaystyle g=h} (Man sagt auch: {\displaystyle f} ist linkskürzbar).
{\displaystyle X} (zusammen mit {\displaystyle f}) heißt dann ein Unterobjekt von {\displaystyle Y}.
In Kategorien von algebraischen Strukturen sowie in den Kategorien der Mengen oder der topologischen Räume sind die Monomorphismen genau die injektiven Morphismen. Es gibt aber auch konkrete Kategorien mit nicht-injektiven Monomorphismen.
In den Pfeildiagrammen der homologischen Algebra wird ein Monomorphismus {\displaystyle f} als kurze exakte Sequenz
{\displaystyle 0\longrightarrow X\;{\overset {f}{\longrightarrow }}\;Y}
oder unter Verwendung eines Hakenpfeils mit zwei Termen als
{\displaystyle X\;{\overset {f}{\hookrightarrow }}\;Y}
notiert.

### Beispiel eines nicht injektiven Monomorphismus
Wir betrachten die Kategorie {\displaystyle \mathbf {Div} } der teilbaren abelschen Gruppen: Die Objekte sind die abelschen Gruppen {\displaystyle G}, für die folgendes gilt:
Für alle {\displaystyle a\in G} und alle {\displaystyle n\in \mathbb {N} }, {\displaystyle n>0}, existiert ein {\displaystyle b\in G} mit {\displaystyle a=nb}; das Element {\displaystyle a} lässt sich also „durch {\displaystyle n} teilen“.
Die Morphismen sind die Gruppenhomomorphismen zwischen diesen Gruppen.
Die Gruppen {\displaystyle (\mathbb {Q} ,+)} und {\displaystyle (\mathbb {Q} /\mathbb {Z} ,+)} sind teilbare abelsche Gruppen. Die kanonische Projektion {\displaystyle \pi \colon \mathbb {Q} \to \mathbb {Q} /\mathbb {Z} } ist surjektiv und ein Monomorphismus in {\displaystyle \mathbf {Div} }, aber nicht injektiv.
Ist nämlich {\displaystyle X} eine beliebige teilbare Gruppe und sind {\displaystyle f,g\colon X\to \mathbb {Q} } zwei Morphismen mit der Eigenschaft {\displaystyle \pi \circ f=\pi \circ g}, dann gilt {\displaystyle \forall x\in X.\ f(x)-g(x)\in \operatorname {ker} \pi =\mathbb {Z} }. Wäre nun {\displaystyle f\neq g}, dann gäbe es ein {\displaystyle x\in X} mit {\displaystyle t:=f(x)-g(x)\neq 0}. Falls {\displaystyle t<0}, vertausche die Rollen von {\displaystyle f} und {\displaystyle g}; somit bleibt der Fall {\displaystyle t\in \mathbb {N} }. Weil {\displaystyle X} teilbar ist, gäbe es dann ein {\displaystyle y\in X} mit {\displaystyle x=2ty}. Dann wäre aber
{\displaystyle t=f(x)-g(x)=f(2ty)-g(2ty)=2t(f(y)-g(y))},
also {\displaystyle f(y)-g(y)=1/2}, was {\displaystyle \forall x\in X.\ f(x)-g(x)\in \mathbb {Z} } widerspräche.

### Extremale Monomorphismen
Ein Monomorphismus {\displaystyle f} heißt extremal, wenn er zusätzlich folgende Extremaleigenschaft erfüllt:
Ist {\displaystyle f=g\circ m} und {\displaystyle m} ist ein Epimorphismus, dann muss {\displaystyle m} ein Isomorphismus sein.
Weil {\displaystyle m} automatisch ein Monomorphismus ist, sind in Kategorien, in denen alle Bimorphismen (das sind Monomorphismen, die Epimorphismen sind) bereits Isomorphismen sind, alle Monomorphismen extremal. Dies hat man zum Beispiel in der Kategorie der Mengen und der Kategorie der Gruppen.
In der Kategorie der topologischen Räume sind die extremalen Monomorphismen die Einbettungen. In der Kategorie der Hausdorff-Räume sind die extremalen Monomorphismen die abgeschlossenen Einbettungen.
In der Kategorie der Banachräume sind die extremalen Monomorphismen genau diejenigen linearen stetigen injektiven Abbildungen {\displaystyle f}, für die es ein positives {\displaystyle m} gibt, so dass für alle {\displaystyle x} aus dem Definitionsbereich gilt:
{\displaystyle m\left\|x\right\|\leq \left\|f(x)\right\|}

### Unterobjekte
Zu einem gegebenen Objekt {\displaystyle A} einer Kategorie {\displaystyle {\mathcal {C}}} kann man die Unterkategorie {\displaystyle \mathrm {QSub} (A)} der Scheibenkategorie {\displaystyle {\mathcal {C}}/A} betrachten, deren Objekte allesamt Monomorphismen in {\displaystyle {\mathcal {C}}} sind. Parallele Pfeile sind hier immer identisch; es handelt sich also um eine Quasiordnung. Die partielle Ordnung {\displaystyle \mathrm {Sub} (A)} der Unterobjekte von {\displaystyle A} ist nun diejenige, die aus {\displaystyle \mathrm {QSub} (A)} durch den Übergang zu Isomorphieklassen entsteht.